# Такелса
Такелса (араб. تاكلسة) — місто в Тунісі. Входить до складу вілаєту Набуль. Станом на 2004 рік тут проживало 20 169 осіб.